# Dwie małpy
Dwie małpy (niderl. Twee aapjes) – obraz olejny niderlandzkiego malarza Pietera Bruegla; obecnie przechowywany w berlińskiej Gemäldegalerie.

## Opis i interpretacja
Obraz prawdopodobnie powstał jako upominek dla przyjaciela w 1562 roku. Jego wymowa do dziś jest szeroko interpretowana. Wysuwano hipotezy, iż jest to alegoria związana z prywatnymi problemami malarza albo alegoria dwóch prowincji, znajdujących się pod jarzmem Hiszpanii. Dwie małpy to jedyny obraz Bruegla przedstawiający panoramę Antwerpii od strony morza, bez karykaturalnego spojrzenia. Miasto jest widoczne w tle, a na pierwszym planie znajdują się dwie małpy w łańcuchach, siedzące na oknie. Wokół nich porozrzucane są łupiny orzechów. Być może łupiny nawiązywały do niderlandzkiego przysłowia: „sądzić się o orzech laskowy” (małpy utraciły wolność po przegranym procesie o bardzo błahą sprawę). Nie można wykluczyć, iż wizerunek małp, które w ikonografii chrześcijańskiej uosabiały głupotę, próżność i skąpstwo, odnosił się do sytuacji politycznej w Antwerpii – upadku wartości, który był przyczyną rychłego opuszczenia miasta przez Bruegla (rok po powstaniu dzieła).

## Odniesienia w kulturze
Obraz Bruegla był natchnieniem dla polskiej poetki Wisławy Szymborskiej, która w 1957 roku opublikowała (w tomie Wołanie do Yeti) wiersz Dwie małpy Bruegla. Pierwsze strofy nawiązują do dzieła:

Tak wygląda mój wielki maturalny sen:
siedzą w oknie dwie małpy przykute łańcuchem,
za oknem fruwa niebo
i kąpie się morze

Ta ekfraza stała się inspiracją dla Jacka Kaczmarskiego, który w swojej twórczości często nawiązywał do malarstwa Brueghla i innych.